# Arthur C. Clarke Award
De Arthur C. Clarke Award is een prijs voor de beste sciencefictionroman die oorspronkelijk in het Verenigd Koninkrijk in het jaar voor uitreiking is gepubliceerd.
De prijs werd ingesteld met een donatie van Arthur C. Clarke en werd de eerste keer uitgereikt in 1987. Het boek wordt gekozen door een commissie van beoordelaars van de British Science Fiction Association, de Science Fiction Foundation en de Science Museum of London.

## Winnaars and genomineerden
De jaartallen in de onderstaande tabel verwijzen naar de datum waarop de prijs is uitgereikt, niet de datum van eerste publicatie. Rijen met een blauwe achtergrond en een sterretje naast de naam van de schrijver hebben de prijs gewonnen. Die met een witte achtergrond zijn de genomineerde boeken op de shortlist.
  *   Winnaars
| Jaar | Schrijver              | Boek                                    | Uitgever                  | Bron   |
| ---- | ---------------------- | --------------------------------------- | ------------------------- | ------ |
| 1987 | Margaret Atwood*       | The Handmaid's Tale                     | McClelland & Stewart      | [ 1 ]  |
| 1987 | Bob Shaw               | The Ragged Astronauts                   | Victor Gollancz Ltd       | [ 1 ]  |
| 1987 | Greg Bear              | Eon                                     | Victor Gollancz Ltd       | [ 1 ]  |
| 1987 | Samuel R. Delany       | Stars in My Pocket Like Grains of Sand  | Grafton                   | [ 1 ]  |
| 1987 | Gwyneth Jones          | Escape Plans                            | Allen & Unwin             | [ 1 ]  |
| 1987 | Kim Stanley Robinson   | The Memory of Whiteness                 | Futura/Macdonald          | [ 1 ]  |
| 1987 | Josephine Saxton       | Queen of the States                     | The Women's Press         | [ 1 ]  |
| 1987 | Lucius Shepard         | Green Eyes                              | Chatto & Windus           | [ 1 ]  |
| 1988 | George Turner*         | The Sea and Summer                      | Faber and Faber           | [ 2 ]  |
| 1988 | Stanisław Lem          | Fiasco                                  | André Deutsch Publishing  | [ 2 ]  |
| 1988 | Michael Bishop         | Ancient of Days                         | Grafton                   | [ 2 ]  |
| 1988 | John Crowley           | Aegypt                                  | Victor Gollancz Ltd       | [ 2 ]  |
| 1988 | Ken Grimwood           | Replay                                  | Grafton                   | [ 2 ]  |
| 1988 | Keith Roberts          | Gráinne                                 | Kerosina Books            | [ 2 ]  |
| 1988 | H. F. Saint            | Memoirs of an Invisible Man             | Viking UK                 | [ 2 ]  |
| 1989 | Rachel Pollack*        | Unquenchable Fire                       | Century Publishing        | [ 3 ]  |
| 1989 | Brian Stableford       | Empire of Fear                          | Simon & Schuster UK       | [ 3 ]  |
| 1989 | Michael Bishop         | Philip K. Dick is Dead, Alas            | Grafton                   | [ 3 ]  |
| 1989 | Richard Grant          | Rumours of Spring                       | Bantam UK                 | [ 3 ]  |
| 1989 | Gwyneth Jones          | Kairos                                  | Unwin Hyman               | [ 3 ]  |
| 1989 | Lucius Shepard         | Life During Wartime                     | Grafton                   | [ 3 ]  |
| 1989 | Ian Watson             | Whores of Babylon                       | Grafton                   | [ 3 ]  |
| 1990 | Geoff Ryman*           | The Child Garden                        | Unwin Hyman               | [ 4 ]  |
| 1990 | Jonathan Carroll       | A Child Across the Sky                  | Century Publishing        | [ 4 ]  |
| 1990 | Lisa Goldstein         | A Mask for the General                  | Arrow Books               | [ 4 ]  |
| 1990 | Ian McDonald           | Desolation Road                         | Bantam UK                 | [ 4 ]  |
| 1990 | Paul Park              | Soldiers of Paradise                    | Grafton                   | [ 4 ]  |
| 1990 | Mike Resnick           | Ivory                                   | Century Publishing        | [ 4 ]  |
| 1990 | David Zindell          | Neverness                               | Grafton                   | [ 4 ]  |
| 1991 | Colin Greenland*       | Take Back Plenty                        | Unwin Hyman               | [ 5 ]  |
| 1991 | Mary Gentle            | Rats and Gargoyles                      | Bantam UK                 | [ 5 ]  |
| 1991 | Iain M. Banks          | Use of Weapons                          | Macdonald Publishing      | [ 5 ]  |
| 1991 | Misha Nogha            | Red Spider, White Web                   | Morrigan Publications     | [ 5 ]  |
| 1991 | K. W. Jeter            | Farewell Horizontal                     | Grafton                   | [ 5 ]  |
| 1991 | Pat Murphy             | The City, Not Long After                | Pan Books                 | [ 5 ]  |
| 1992 | Pat Cadigan*           | Synners                                 | HarperCollins             | [ 6 ]  |
| 1992 | Paul J. McAuley        | Eternal Light                           | Victor Gollancz Ltd       | [ 6 ]  |
| 1992 | Stephen Baxter         | Raft                                    | Grafton                   | [ 6 ]  |
| 1992 | Gwyneth Jones          | White Queen                             | Victor Gollancz Ltd       | [ 6 ]  |
| 1992 | Richard Russo          | Subterranean Gallery                    | Grafton                   | [ 6 ]  |
| 1992 | Dan Simmons            | The Hyperion Cantos                     | Headline Publishing Group | [ 6 ]  |
| 1993 | Marge Piercy*          | Body of Glass                           | Michael Joseph            | [ 7 ]  |
| 1993 | Kim Stanley Robinson   | Red Mars                                | HarperCollins UK          | [ 7 ]  |
| 1993 | Ian McDonald           | Hearts, Hands and Voices                | Victor Gollancz Ltd       | [ 7 ]  |
| 1993 | Richard Russo          | Destroying Angel                        | Headline Publishing Group | [ 7 ]  |
| 1993 | Michael Swanwick       | Stations of the Tide                    | Legend Publishing         | [ 7 ]  |
| 1993 | Sue Thomas             | Correspondence                          | The Women's Press         | [ 7 ]  |
| 1993 | Lisa Tuttle            | Lost Futures                            | Grafton                   | [ 7 ]  |
| 1993 | Connie Willis          | Doomsday Book                           | New English Library       | [ 7 ]  |
| 1994 | Jeff Noon*             | Vurt                                    | Ringpull                  | [ 8 ]  |
| 1994 | John Barnes            | A Million Open Doors                    | Millennium                | [ 8 ]  |
| 1994 | Nicola Griffith        | Ammonite                                | Grafton                   | [ 8 ]  |
| 1994 | Neal Stephenson        | Snow Crash                              | Roc UK                    | [ 8 ]  |
| 1994 | Michael Swanwick       | The Iron Dragon's Daughter              | Millennium                | [ 8 ]  |
| 1994 | David Zindell          | The Broken God                          | HarperCollins UK          | [ 8 ]  |
| 1995 | Pat Cadigan*           | Fools                                   | HarperCollins UK          | [ 9 ]  |
| 1995 | John Barnes            | Mother of Storms                        | Millennium                | [ 9 ]  |
| 1995 | Gwyneth Jones          | North Wind                              | Victor Gollancz Ltd       | [ 9 ]  |
| 1995 | Paul J. McAuley        | Pasquale's Angel                        | Victor Gollancz Ltd       | [ 9 ]  |
| 1995 | James K. Morrow        | Towing Jehovah                          | Arrow Books               | [ 9 ]  |
| 1995 | Kristine Kathryn Rusch | Alien Influences                        | Millennium                | [ 9 ]  |
| 1996 | Paul J. McAuley*       | Fairyland                               | Victor Gollancz Ltd       | [ 10 ] |
| 1996 | Ken MacLeod            | The Star Fraction                       | Legend Publishing         | [ 10 ] |
| 1996 | Patricia Anthony       | Happy Policeman                         | New English Library       | [ 10 ] |
| 1996 | Stephen Baxter         | The Time Ships                          | HarperCollins UK          | [ 10 ] |
| 1996 | Christopher Priest     | The Prestige                            | Simon & Schuster UK       | [ 10 ] |
| 1996 | Neal Stephenson        | The Diamond Age                         | Viking UK                 | [ 10 ] |
| 1997 | Amitav Ghosh*          | The Calcutta Chromosome                 | Picador                   | [ 11 ] |
| 1997 | Stephen Baxter         | Voyage                                  | HarperCollins Voyager     | [ 11 ] |
| 1997 | Jack McDevitt          | The Engines of God                      | HarperCollins Voyager     | [ 11 ] |
| 1997 | Kim Stanley Robinson   | Blue Mars                               | HarperCollins Voyager     | [ 11 ] |
| 1997 | Sheri S. Tepper        | Gibbon's Decline and Fall               | HarperCollins Voyager     | [ 11 ] |
| 1997 | N. Lee Wood            | Looking for the Mahdi                   | HarperCollins Voyager     | [ 11 ] |
| 1998 | Mary Doria Russell*    | The Sparrow                             | Black Swan                | [ 12 ] |
| 1998 | Stephen Baxter         | Titan                                   | HarperCollins Voyager     | [ 12 ] |
| 1998 | Elizabeth Hand         | Glimmering                              | HarperCollins Voyager     | [ 12 ] |
| 1998 | James Lovegrove        | Days                                    | Phoenix Books             | [ 12 ] |
| 1998 | Jeff Noon              | Nymphomation                            | Doubleday                 | [ 12 ] |
| 1998 | Sheri S. Tepper        | The Family Tree                         | HarperCollins Voyager     | [ 12 ] |
| 1999 | Tricia Sullivan*       | Dreaming In Smoke                       | Orbit Books               | [ 13 ] |
| 1999 | John Barnes            | Earth Made of Glass                     | Orion Publishing Group    | [ 13 ] |
| 1999 | Peter Delacorte        | Time on My Hands                        | Victor Gollancz Ltd       | [ 13 ] |
| 1999 | Ken MacLeod            | The Cassini Division                    | Orbit Books               | [ 13 ] |
| 1999 | Christopher Priest     | The Extremes                            | Simon & Schuster UK       | [ 13 ] |
| 1999 | Alison Sinclair        | Cavalcade                               | Millennium                | [ 13 ] |
| 2000 | Bruce Sterling*        | Distraction                             | Millennium                | [ 14 ] |
| 2000 | Stephen Baxter         | Manifold: Time                          | HarperCollins Voyager     | [ 14 ] |
| 2000 | Kathleen Ann Goonan    | The Bones of Time                       | HarperCollins Voyager     | [ 14 ] |
| 2000 | Justina Robson         | Silver Screen                           | Macmillan UK              | [ 14 ] |
| 2000 | Neal Stephenson        | Cryptonomicon                           | Heineman                  | [ 14 ] |
| 2000 | Vernor Vinge           | A Deepness in the Sky                   | Millennium                | [ 14 ] |
| 2001 | China Miéville*        | Perdido Street Station                  | Macmillan Publishers      | [ 15 ] |
| 2001 | Octavia E. Butler      | Parable of the Talents                  | The Women's Press         | [ 15 ] |
| 2001 | Mary Gentle            | Ash: A Secret History                   | Victor Gollancz Ltd       | [ 15 ] |
| 2001 | Ken MacLeod            | Cosmonaut Keep                          | Orbit Books               | [ 15 ] |
| 2001 | Alastair Reynolds      | Revelation Space                        | Victor Gollancz Ltd       | [ 15 ] |
| 2001 | Adam Roberts           | Salt                                    | Victor Gollancz Ltd       | [ 15 ] |
| 2002 | Gwyneth Jones*         | Bold As Love                            | Victor Gollancz Ltd       | [ 16 ] |
| 2002 | Jon Courtenay Grimwood | Pashazade                               | Earthlight                | [ 16 ] |
| 2002 | Peter F. Hamilton      | Fallen Dragon                           | Macmillan Publishers      | [ 16 ] |
| 2002 | Paul J. McAuley        | The Secret of Life                      | HarperCollins Voyager     | [ 16 ] |
| 2002 | Justina Robson         | Mappa Mundi                             | Macmillan Publishers      | [ 16 ] |
| 2002 | Connie Willis          | Passage                                 | HarperCollins Voyager     | [ 16 ] |
| 2003 | Christopher Priest*    | The Separation                          | Scribner UK               | [ 17 ] |
| 2003 | David Brin             | Kiln People                             | Orbit Books               | [ 17 ] |
| 2003 | M. John Harrison       | Light                                   | Victor Gollancz Ltd       | [ 17 ] |
| 2003 | China Miéville         | The Scar                                | Macmillan Publishers      | [ 17 ] |
| 2003 | Elizabeth Moon         | Speed of Dark                           | Orbit Books               | [ 17 ] |
| 2003 | Kim Stanley Robinson   | The Years of Rice and Salt              | HarperCollins             | [ 17 ] |
| 2004 | Neal Stephenson*       | Quicksilver                             | Heinemann                 | [ 18 ] |
| 2004 | Stephen Baxter         | Coalescent                              | Victor Gollancz Ltd       | [ 18 ] |
| 2004 | Greg Bear              | Darwin's Children                       | HarperCollins UK          | [ 18 ] |
| 2004 | William Gibson         | Pattern Recognition                     | Viking Press              | [ 18 ] |
| 2004 | Gwyneth Jones          | Midnight Lamp                           | Victor Gollancz Ltd       | [ 18 ] |
| 2004 | Tricia Sullivan        | Maul                                    | Orbit Books               | [ 18 ] |
| 2005 | China Miéville*        | Iron Council                            | Macmillan Publishers      | [ 19 ] |
| 2005 | Ian McDonald           | River of Gods                           | Simon & Schuster          | [ 19 ] |
| 2005 | David Mitchell         | Cloud Atlas                             | Sceptre                   | [ 19 ] |
| 2005 | Richard Morgan         | Market Forces                           | Victor Gollancz Ltd       | [ 19 ] |
| 2005 | Audrey Niffenegger     | The Time Traveler's Wife                | Jonathan Cape             | [ 19 ] |
| 2005 | Neal Stephenson        | The System of the World                 | Heinemann                 | [ 19 ] |
| 2006 | Geoff Ryman*           | Air                                     | Victor Gollancz Ltd       | [ 20 ] |
| 2006 | Ken MacLeod            | Learning the World                      | Orbit Books               | [ 20 ] |
| 2006 | Alastair Reynolds      | Pushing Ice                             | Victor Gollancz Ltd       | [ 20 ] |
| 2006 | Kazuo Ishiguro         | Never Let Me Go                         | Faber and Faber           | [ 20 ] |
| 2006 | Charles Stross         | Accelerando                             | Orbit Books               | [ 20 ] |
| 2006 | Liz Williams           | Banner of Souls                         | Tor UK                    | [ 20 ] |
| 2007 | M. John Harrison*      | Nova Swing                              | Victor Gollancz Ltd       | [ 21 ] |
| 2007 | Jon Courtenay Grimwood | End of the World Blues                  | Victor Gollancz Ltd       | [ 21 ] |
| 2007 | Lydia Millet           | Oh Pure and Radiant Heart               | Heinemann                 | [ 21 ] |
| 2007 | Jan Morris             | Hav                                     | Faber and Faber           | [ 21 ] |
| 2007 | Adam Roberts           | Gradisil                                | Victor Gollancz Ltd       | [ 21 ] |
| 2007 | Brian Stableford       | Streaking                               | PS Publishing             | [ 21 ] |
| 2008 | Richard Morgan*        | Black Man                               | Victor Gollancz Ltd       | [ 22 ] |
| 2008 | Matthew de Abaitua     | The Red Men                             | Snowbooks                 | [ 22 ] |
| 2008 | Sarah Hall             | The Carhullan Army                      | Faber and Faber           | [ 22 ] |
| 2008 | Steven Hall            | The Raw Shark Texts                     | Canongate Books           | [ 22 ] |
| 2008 | Ken MacLeod            | The Execution Channel                   | Orbit Books               | [ 22 ] |
| 2008 | Stephen Baxter         | The H-Bomb Girl                         | Faber and Faber           | [ 22 ] |
| 2009 | Ian R. MacLeod*        | Song of Time                            | PS Publishing             | [ 23 ] |
| 2009 | Paul J. McAuley        | The Quiet War                           | Victor Gollancz Ltd       | [ 23 ] |
| 2009 | Alastair Reynolds      | House of Suns                           | Victor Gollancz Ltd       | [ 23 ] |
| 2009 | Neal Stephenson        | Anathem                                 | Atlantic Books            | [ 23 ] |
| 2009 | Sheri S. Tepper        | The Margarets                           | HarperCollins             | [ 23 ] |
| 2009 | Mark Wernham           | Martin Martin’s on the Other Side       | Jonathan Cape             | [ 23 ] |
| 2010 | China Miéville*        | The City & the City                     | Macmillan Publishers      | [ 24 ] |
| 2010 | Gwyneth Jones          | Spirit: The Princess of Bois Dormant    | Victor Gollancz Ltd       | [ 24 ] |
| 2010 | Adam Roberts           | Yellow Blue Tibia                       | Victor Gollancz Ltd       | [ 24 ] |
| 2010 | Kim Stanley Robinson   | Galileo's Dream                         | HarperCollins             | [ 24 ] |
| 2010 | Marcel Theroux         | Far North                               | Faber and Faber           | [ 24 ] |
| 2010 | Chris Wooding          | Retribution Falls                       | Victor Gollancz Ltd       | [ 24 ] |
| 2011 | Lauren Beukes*         | Zoo City                                | Angry Robot               | [ 25 ] |
| 2011 | Patrick Ness           | Monsters of Men                         | Walker Books              | [ 25 ] |
| 2011 | Ian McDonald           | The Dervish House                       | Victor Gollancz Ltd       | [ 25 ] |
| 2011 | Richard Powers         | Generosity                              | Atlantic Books            | [ 25 ] |
| 2011 | Tim Powers             | Declare                                 | Corvus Books              | [ 25 ] |
| 2011 | Tricia Sullivan        | Lightborn                               | Orbit Books               | [ 25 ] |
| 2012 | Jane Rogers*           | The Testament of Jessie Lamb            | Sandstone Press           | [ 26 ] |
| 2012 | Greg Bear              | Hull Zero Three                         | Victor Gollancz Ltd       | [ 26 ] |
| 2012 | Drew Magary            | The End Specialist                      | HarperCollins Voyager     | [ 26 ] |
| 2012 | China Miéville         | Embassytown                             | Macmillan Publishers      | [ 26 ] |
| 2012 | Charles Stross         | Rule 34                                 | Orbit Books               | [ 26 ] |
| 2012 | Sheri S. Tepper        | The Waters Rising                       | Victor Gollancz Ltd       | [ 26 ] |
| 2013 | Chris Beckett*         | Dark Eden                               | Corvus                    | [ 27 ] |
| 2013 | Adrian Barnes          | Nod                                     | Bluemoose                 | [ 27 ] |
| 2013 | Nick Harkaway          | Angelmaker                              | William Heinemann         | [ 27 ] |
| 2013 | Peter Heller           | The Dog Stars                           | Headline                  | [ 27 ] |
| 2013 | Ken MacLeod            | Intrusion                               | Orbit                     | [ 27 ] |
| 2013 | Kim Stanley Robinson   | 2312                                    | Orbit                     | [ 27 ] |
| 2014 | Ann Leckie*            | Ancillary Justice                       | Orbit                     | [ 27 ] |
| 2014 | Kameron Hurley         | God's War                               | Del Rey                   | [ 27 ] |
| 2014 | Phillip Mann           | The Disestablishment of Paradise        | Gollancz                  | [ 27 ] |
| 2014 | Ramez Naam             | Nexus                                   | Angry Robot               | [ 27 ] |
| 2014 | Christopher Priest     | The Adjacent                            | Gollancz                  | [ 27 ] |
| 2014 | James Smythe           | The Machine                             | Blue Door                 | [ 27 ] |
| 2015 | Emily St. John Mandel  | Station Eleven                          | Picador                   | [ 27 ] |
| 2015 | M.R. Carey             | The Girl With All The Gifts             | Orbit                     | [ 27 ] |
| 2015 | Michel Faber           | The Book Of Strange New Things          | Canongate                 | [ 27 ] |
| 2015 | Dave Hutchinson        | Europe In Autumn                        | Solaris                   | [ 27 ] |
| 2015 | Claire North           | The First Fifteen Lives Of Harry August | Orbit                     | [ 27 ] |
| 2015 | Emmi Itäranta          | Memory Of Water                         | HarperVoyager             | [ 27 ] |
| 2016 | Adrian Tchaikovsky*    | Children of Time                        | Tor Books                 | [ 27 ] |
| 2016 | Becky Chambers         | The Long Way to a Small, Angry Planet   | Hodder & Stoughton        | [ 27 ] |
| 2016 | Dave Hutchinson        | Europe at Midnight                      | Solaris Books             | [ 27 ] |
| 2016 | Nnedi Okorafor         | The Book of Phoenix                     | Hodder & Stoughton        | [ 27 ] |
| 2016 | Iain Pears             | Arcadia                                 | Faber and Faber           | [ 27 ] |
| 2016 | James Smythe           | Way Down Dark                           | Hodder & Stoughton        | [ 27 ] |
| 2017 | Colson Whitehead*      | The Underground Railroad                | Fleet Publishing          | [ 27 ] |
| 2017 | Becky Chambers         | A Closed and Common Orbit               | Hodder & Stoughton        | [ 27 ] |
| 2017 | Yoon Ha Lee            | Ninefox Gambit                          | Solaris Books             | [ 27 ] |
| 2017 | Emma Newman            | After Atlas                             | Roc Books                 | [ 27 ] |
| 2017 | Tricia Sullivan        | Occupy Me                               | Gollancz Books            | [ 27 ] |
| 2017 | Lavie Tidhar           | Central Station                         | PS Publishing             | [ 27 ] |